# Abdulla Jasim Al-Ali
Abdulla Jasim Al-Ali, né le 17 janvier 2003,, est un coureur cycliste émirati. 

## Biographie
En 2024, il rejoint l'équipe UAE Emirates Gen-Z.

## Palmarès et résultats

### Par année
- 2023
  -  Champion des Émirats arabes unis du contre-la-montre espoirs
  - 2e du championnat des Émirats arabes unis sur route espoirs
  -  Médaillé d'argent de la course en ligne aux Jeux panarabes
  - 2e du Tour de Salalah
  -  Médaillé d'argent du championnat arabe du contre-la-montre par équipes
  -  Médaillé d'argent du championnat arabe du contre-la-montre espoirs
  -  Médaillé de bronze du championnat d'Asie sur route espoirs
  -  Médaillé de bronze du contre-la-montre par équipes aux Jeux panarabes
- 2024
  -  Champion d'Asie sur route espoirs
  -  Champion des Émirats arabes unis du contre-la-montre espoirs
  - 2e du championnat des Émirats arabes unis sur route espoirs
- 2025
  -  Champion des Émirats arabes unis du contre-la-montre

### Classements mondiaux
| Année                                 | 2023 | 2024 |
| ------------------------------------- | ---- | ---- |
| Classement mondial                    | 366e | 471e |
| UCI Asia Tour                         | 16e  | 16e  |
|                                       |      |      |
| Légende : nc = non classéSource : UCI |      |      |